# Il gioco dell'inganno
Il gioco dell'inganno (Dead Lines) è un film per la televisione del 2010 diretto da Louis Bélanger.

## Trama
Sophie Fyne, stilista di successo è in procinto di lanciare la nuova linea di abbigliamento e di aprire una nuova boutique quando uno dei suoi dipendenti viene assassinato. Con il susseguirsi degli eventi, Sophie cerca di salvare la carriera costruita con fatica e la vita di sua figlia Spencer.